# Pothyne mimodistincta
Pothyne mimodistincta är en skalbaggsart som beskrevs av Stefan von Breuning 1968. Pothyne mimodistincta ingår i släktet Pothyne och familjen långhorningar.
Artens utbredningsområde är Laos. Inga underarter finns listade i Catalogue of Life.